# بابک لو
بابک لو یک منطقهٔ مسکونی در ایران است که در دهستان بیات واقع شده‌است. براساس سرشماری مرکز آمار ایران در سال ۱۳۹۵، این روستا کمتر از سه خانوار جمعیت داشته‌است.